# 葉栗郡
- 令制国一覧 > 東海道 > 尾張国 > 葉栗郡
- 日本 > 中部地方 > 愛知県 > 葉栗郡

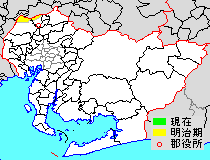
愛知県葉栗郡の位置

葉栗郡（はぐりぐん）は、愛知県（尾張国）にあった郡。

## 郡域
1878年（明治11年）に行政区画として発足した当時の郡域は、下記の区域にあたる。
- 一宮市の一部（木曽川町各町、高田、佐千原、浅井町各町以北）
- 江南市の一部（松竹町各町、前飛保町各町、久野町各町、小杁町各町以北）

## 歴史

### 古代
郡名は字画のとおり栗の木が多数自生していた状態から名付けられたという説や、｢ハグ（剥ぐ）・リ（古代の接尾語）｣で｢浸食されやすい自然堤防｣を意味したという説などがある。藤原京からは「尾治国羽栗評 ・人椋椅部刀良」と書かれた木簡が出土しており、この羽栗評が後の葉栗郡である。701年の大宝律令の制定により評は郡となった。927年成立の延喜式には葉栗（はくり）郡との記載がみられる。

#### 郷
938年頃に成立した和名類聚抄に「葉栗郡」の郷として掲載されているのは以下の通り。ただし読みが特定できるものについては括弧内に記載した。
- 葉栗（はくり）
- 河沼（かわぬ）
- 大毛（おおけ）
- 村國（むらくに）
- 若栗（わかくり）

#### 式内社
『延喜式』神名帳に記される郡内の式内社。
| 神名帳                    | 神名帳       | 神名帳 | 神名帳         | 比定社                 | 比定社                     | 比定社 | 集成 |
| 社名                      | 読み         | 格     | 付記           | 社名                   | 所在地                     | 備考   | 集成 |
| ------------------------- | ------------ | ------ | -------------- | ---------------------- | -------------------------- | ------ | ---- |
| 尾張国葉栗郡 10座（並小） |              |        |                |                        |                            |        |      |
| 穴太部神社                | アナホヘノ   | 小     |                | （論）賀茂神社         | 愛知県一宮市木曽川町玉ノ井 |        |      |
| 穴太部神社                | アナホヘノ   | 小     | （論）天神神社 | 岐阜県岐阜市柳津町北塚 |                            |        |      |
| 阿遅加神社                | アチカノ     | 小     |                | 阿遅加神社             | 岐阜県羽島市足近町直道     |        |      |
| 若栗神社                  | ワカクリノ   | 小     |                | 若栗神社               | 愛知県一宮市島村           |        |      |
| 黒田神社                  | クロタノ     | 小     |                | 籠守勝手神社           | 愛知県一宮市木曽川町黒田   |        |      |
| 大野神社                  | オホノノ     | 小     |                | 大野神社               | 愛知県一宮市浅井町大野     |        |      |
| 石作神社                  | イシツクリノ | 小     |                | 石作神社               | 岐阜県羽島郡岐南町三宅     |        |      |
| 宇夫須那神社              | ウフスナノ   | 小     |                |                        |                            |        |      |
| 川島神社                  | カハシマノ   | 小     |                | （論）川島神社         | 愛知県江南市宮田町四ツ谷   |        |      |
| 川島神社                  | カハシマノ   | 小     | （論）白鬚神社 | 岐阜県各務原市川島笠田 |                            |        |      |
| 川島神社                  | カハシマノ   | 小     | （論）榎神社   | 岐阜県各務原市川島松倉 |                            |        |      |
| 伊富利部神社              | イフリヘノ   | 小     |                | 伊富利部神社           | 愛知県一宮市木曽川町門間   |        |      |
| 大毛神社                  | オオケノ     | 小     |                | 大毛神社               | 愛知県一宮市大毛           |        |      |
| 凡例を表示                |              |        |                |                        |                            |        |      |

### 近世
安土桃山時代まで郡域は広かったが、1586年（天正14年）の木曽川の大洪水により、美濃国との境に流れていた木曽川が葉栗郡内のほぼ中央を流れるようになった。この為、豊臣秀吉の命により、1589年（天正17年）に新しい木曽川を尾張国と美濃国の境とし、美濃国側を羽栗郡に改称した。同時に中島郡・海西郡も2国にまたがる郡となったが、こちらは改称されていない。

### 近世以降の沿革
- 『旧高旧領取調帳』に記載されている明治初年時点での支配は以下の通り。●は村内に寺社領が存在。（41村）

| 知行 | 知行                 | 村数 | 村名 |
| ---- | -------------------- | ---- | --- |
| 藩領 | 尾張名古屋藩         | 38村 | 門間村、富塚村、西浅井村、東浅井村、河端村、西海戸村、江森村、島村、笹野村、大日比野村、小日比野村、松竹村、●前飛保村、後飛保村、村久野村、鹿子島村、小杁村、宮田村、前野村、尾関村、黒岩村、河田村、大野村、極楽寺村、田所村、杉山村、高田村、大毛村、黒田村、内割田村、外割田村、三法寺村、玉野井村、里小牧村、中島村、曽根村、更屋敷村、北方村 |
| 藩領 | 名古屋藩・尾張犬山藩 | 1村  | 草井村 |
| 藩領 | 名古屋藩・美濃今尾藩 | 2村  | 光明寺村、佐千原村 |

- 明治4年
  - 7月14日（1871年8月29日） - 廃藩置県により、名古屋県、犬山県、今尾県の管轄となる。
  - 11月22日（1872年1月2日） - 第1次府県統合により、全域が名古屋県の管轄となる。
- 明治5年4月2日（1872年5月8日） - 愛知県の管轄となる。
- 明治11年（1878年）12月20日 - 郡区町村編制法の愛知県での施行により、行政区画としての葉栗郡が発足。「丹羽葉栗郡役所」が丹羽郡小折村に設置され、同郡とともに管轄。

### 町村制以降の沿革

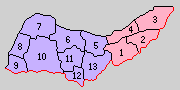
1.飛保村 2.村久野村 3.小草鹿村 4.宮田村 5.瑞穂村 6.光明寺村 7.北方村 8.里小牧村 9.玉ノ井村 10.黒田村 11.大田島村 12.佐千原村 13.浅井村（紫：一宮市 赤：江南市）

- 明治22年（1889年）10月1日 - 町村制施行により、下記の各村が発足。（13村）
  - 飛保村 ← 前飛保村、後飛保村、松竹村（現・江南市）
  - 村久野村（単独村制。現・江南市）
  - 小草鹿村 ← 草井村、小杁村、鹿子島村（現・江南市）
  - 宮田村（単独村制。現・江南市）
  - 瑞穂村 ← 尾関村、大野村、前野村、河田村、黒岩村、極楽寺村（現・一宮市）
  - 光明寺村 ← 光明寺村、更屋敷村、笹野村、田所村（現・一宮市）
  - 北方村 ← 北方村、中島村（現・一宮市）
  - 里小牧村（単独村制。現・一宮市）
  - 玉ノ井村（玉野井村が単独村制。現・一宮市）
  - 黒田村 ← 黒田村、外割田村、門間村、内割田村、曽根村、三法寺村（現・一宮市）
  - 大田島村 ← 島村、大毛村、高田村、杉山村（現・一宮市）
  - 佐千原村 ← 佐千原村、富塚村（現・一宮市）
  - 浅井村 ← 大日比野村、西海戸村、河端村、小日比野村、江森村、東浅井村、西浅井村（現・一宮市）
- 明治24年（1891年）
  - 4月1日 - 郡制が施行される[7]。郡ごとに郡役所を置くよう改められたが、葉栗郡役所は当分の間丹羽郡役所（丹羽郡小折村）内に置かれた[8]。
  - 6月22日 - 葉栗郡役所位置が葉栗郡大田島村大字島村に定められる[9]。
  - 9月23日 - 郡役所の仮庁舎を大田島村の東林寺内に移す[10]。
  - 10月29日 - 郡役所の仮庁舎を大田島村大字島村94番戸に移す[10]。
- 明治27年（1894年）
  - 12月14日 - 郡役所庁舎を大田島村大字島村地内で新築移転する[10]。
  - 12月24日 - 黒田村が町制施行して黒田町となる。（1町12村）
- 明治28年（1895年）9月30日 - 小草鹿村が分割し、一部（草井）に草井村、残部（小杁・鹿子島）に小鹿村がそれぞれ発足。（1町13村）
- 明治33年（1900年）7月9日 - 浅井村が町制施行して浅井町となる。（2町12村）
- 明治39年（1906年）5月10日 - 以下の町村の統合が行われる。いずれも新設合併。（2町4村）
  - 黒田町 ← 黒田町［黒田・門間・内割田・外割田・三法寺］、里小牧村、玉ノ井村
  - 葉栗村 ← 大田島村、光明寺村、佐千原村
  - 宮田村 ← 飛保村、宮田村
  - 草井村 ← 草井村、小鹿村、村久野村
  - 浅井町 ← 瑞穂村、浅井町
  - 北方村 ← 北方村、黒田町［曽根］
- 明治43年（1910年）2月11日 - 黒田町が改称して木曽川町となる。
- 大正12年（1923年）4月1日 - 郡制が廃止される[11]。郡長および郡役所は存続[12]。
- 大正13年（1924年）12月15日 - 宮田村が町制施行して宮田町となる。（3町3村）
- 大正15年（1926年）7月1日 - 郡長および郡役所が廃止される[12]。これを以て郡は行政機関ではなくなり、単なる地理的名称となる[13]。
- 昭和15年（1940年）8月1日 - 葉栗村が一宮市に編入。（3町2村）
- 昭和29年（1954年）6月1日 - 宮田町・草井村が丹羽郡古知野町・布袋町と合併して江南市が発足し、郡より離脱。（2町1村）
- 昭和30年（1955年）
  - 1月1日 - 浅井町が一宮市に編入。（1町1村）
  - 4月1日 - 北方村が一宮市に編入。（1町）
- 平成17年（2005年）4月1日 - 木曽川町が一宮市に編入。同日葉栗郡消滅。

### 変遷表
| 明治22年以前 | 明治22年10月1日 町村制施行 | 明治22年 - 明治33年          | 明治34年 - 大正15年                   | 明治34年 - 大正15年           | 昭和元年 - 昭和64年                 | 平成元年 - 現在             | 現在   |
| ------------ | -------------------------- | ---------------------------- | ------------------------------------- | ----------------------------- | ----------------------------------- | --------------------------- | ------ |
| 草井村       | 小草鹿村                   | 明治28年9月30日 分立 草井村  | 明治39年5月1日 合併 草井村            | 明治39年5月1日 合併 草井村    | 昭和29年6月1日 合併 江南市 （一部） | 江南市 （一部）             | 江南市 |
| 小杁村       | 小草鹿村                   | 明治28年9月30日 分立 小鹿村  | 明治39年5月1日 合併 草井村            | 明治39年5月1日 合併 草井村    | 昭和29年6月1日 合併 江南市 （一部） | 江南市 （一部）             | 江南市 |
| 鹿子島村     | 小草鹿村                   | 明治28年9月30日 分立 小鹿村  | 明治39年5月1日 合併 草井村            | 明治39年5月1日 合併 草井村    | 昭和29年6月1日 合併 江南市 （一部） | 江南市 （一部）             | 江南市 |
| 村久野村     | 村久野村                   | 村久野村                     | 明治39年5月1日 合併 草井村            | 明治39年5月1日 合併 草井村    | 昭和29年6月1日 合併 江南市 （一部） | 江南市 （一部）             | 江南市 |
| 宮田村       | 宮田村                     | 宮田村                       | 明治39年5月1日 合併 宮田村            | 大正13年2月15日 町制 宮田町   | 昭和29年6月1日 合併 江南市 （一部） | 江南市 （一部）             | 江南市 |
| 前飛保村     | 飛保村                     | 飛保村                       | 明治39年5月1日 合併 宮田村            | 大正13年2月15日 町制 宮田町   | 昭和29年6月1日 合併 江南市 （一部） | 江南市 （一部）             | 江南市 |
| 後飛保村     | 飛保村                     | 飛保村                       | 明治39年5月1日 合併 宮田村            | 大正13年2月15日 町制 宮田町   | 昭和29年6月1日 合併 江南市 （一部） | 江南市 （一部）             | 江南市 |
| 松竹村       | 飛保村                     | 飛保村                       | 明治39年5月1日 合併 宮田村            | 大正13年2月15日 町制 宮田町   | 昭和29年6月1日 合併 江南市 （一部） | 江南市 （一部）             | 江南市 |
| 大毛村       | 大田島村                   | 大田島村                     | 明治39年5月1日 合併 葉栗村            | 明治39年5月1日 合併 葉栗村    | 昭和15年8月1日 一宮市に編入         | 一宮市 （一部）             | 一宮市 |
| 高田村       | 大田島村                   | 大田島村                     | 明治39年5月1日 合併 葉栗村            | 明治39年5月1日 合併 葉栗村    | 昭和15年8月1日 一宮市に編入         | 一宮市 （一部）             | 一宮市 |
| 島村         | 大田島村                   | 大田島村                     | 明治39年5月1日 合併 葉栗村            | 明治39年5月1日 合併 葉栗村    | 昭和15年8月1日 一宮市に編入         | 一宮市 （一部）             | 一宮市 |
| 杉山村       | 大田島村                   | 大田島村                     | 明治39年5月1日 合併 葉栗村            | 明治39年5月1日 合併 葉栗村    | 昭和15年8月1日 一宮市に編入         | 一宮市 （一部）             | 一宮市 |
| 光明寺村     | 光明寺村                   | 光明寺村                     | 明治39年5月1日 合併 葉栗村            | 明治39年5月1日 合併 葉栗村    | 昭和15年8月1日 一宮市に編入         | 一宮市 （一部）             | 一宮市 |
| 笹野村       | 光明寺村                   | 光明寺村                     | 明治39年5月1日 合併 葉栗村            | 明治39年5月1日 合併 葉栗村    | 昭和15年8月1日 一宮市に編入         | 一宮市 （一部）             | 一宮市 |
| 更屋敷村     | 光明寺村                   | 光明寺村                     | 明治39年5月1日 合併 葉栗村            | 明治39年5月1日 合併 葉栗村    | 昭和15年8月1日 一宮市に編入         | 一宮市 （一部）             | 一宮市 |
| 田所村       | 光明寺村                   | 光明寺村                     | 明治39年5月1日 合併 葉栗村            | 明治39年5月1日 合併 葉栗村    | 昭和15年8月1日 一宮市に編入         | 一宮市 （一部）             | 一宮市 |
| 佐千原村     | 佐千原村                   | 佐千原村                     | 明治39年5月1日 合併 葉栗村            | 明治39年5月1日 合併 葉栗村    | 昭和15年8月1日 一宮市に編入         | 一宮市 （一部）             | 一宮市 |
| 富塚村       | 佐千原村                   | 佐千原村                     | 明治39年5月1日 合併 葉栗村            | 明治39年5月1日 合併 葉栗村    | 昭和15年8月1日 一宮市に編入         | 一宮市 （一部）             | 一宮市 |
| 西浅井村     | 浅井村                     | 明治33年7月9日 町制 浅井町   | 明治39年5月1日 合併 浅井町            | 明治39年5月1日 合併 浅井町    | 昭和30年1月1日 一宮市に編入         | 一宮市 （一部）             | 一宮市 |
| 東浅井村     | 浅井村                     | 明治33年7月9日 町制 浅井町   | 明治39年5月1日 合併 浅井町            | 明治39年5月1日 合併 浅井町    | 昭和30年1月1日 一宮市に編入         | 一宮市 （一部）             | 一宮市 |
| 河端村       | 浅井村                     | 明治33年7月9日 町制 浅井町   | 明治39年5月1日 合併 浅井町            | 明治39年5月1日 合併 浅井町    | 昭和30年1月1日 一宮市に編入         | 一宮市 （一部）             | 一宮市 |
| 西海戸村     | 浅井村                     | 明治33年7月9日 町制 浅井町   | 明治39年5月1日 合併 浅井町            | 明治39年5月1日 合併 浅井町    | 昭和30年1月1日 一宮市に編入         | 一宮市 （一部）             | 一宮市 |
| 江森村       | 浅井村                     | 明治33年7月9日 町制 浅井町   | 明治39年5月1日 合併 浅井町            | 明治39年5月1日 合併 浅井町    | 昭和30年1月1日 一宮市に編入         | 一宮市 （一部）             | 一宮市 |
| 大日比野村   | 浅井村                     | 明治33年7月9日 町制 浅井町   | 明治39年5月1日 合併 浅井町            | 明治39年5月1日 合併 浅井町    | 昭和30年1月1日 一宮市に編入         | 一宮市 （一部）             | 一宮市 |
| 小日比野村   | 浅井村                     | 明治33年7月9日 町制 浅井町   | 明治39年5月1日 合併 浅井町            | 明治39年5月1日 合併 浅井町    | 昭和30年1月1日 一宮市に編入         | 一宮市 （一部）             | 一宮市 |
| 前野村       | 瑞穂村                     | 瑞穂村                       | 明治39年5月1日 合併 浅井町            | 明治39年5月1日 合併 浅井町    | 昭和30年1月1日 一宮市に編入         | 一宮市 （一部）             | 一宮市 |
| 小関村       | 瑞穂村                     | 瑞穂村                       | 明治39年5月1日 合併 浅井町            | 明治39年5月1日 合併 浅井町    | 昭和30年1月1日 一宮市に編入         | 一宮市 （一部）             | 一宮市 |
| 黒岩村       | 瑞穂村                     | 瑞穂村                       | 明治39年5月1日 合併 浅井町            | 明治39年5月1日 合併 浅井町    | 昭和30年1月1日 一宮市に編入         | 一宮市 （一部）             | 一宮市 |
| 河田村       | 瑞穂村                     | 瑞穂村                       | 明治39年5月1日 合併 浅井町            | 明治39年5月1日 合併 浅井町    | 昭和30年1月1日 一宮市に編入         | 一宮市 （一部）             | 一宮市 |
| 大野村       | 瑞穂村                     | 瑞穂村                       | 明治39年5月1日 合併 浅井町            | 明治39年5月1日 合併 浅井町    | 昭和30年1月1日 一宮市に編入         | 一宮市 （一部）             | 一宮市 |
| 極楽寺村     | 瑞穂村                     | 瑞穂村                       | 明治39年5月1日 合併 浅井町            | 明治39年5月1日 合併 浅井町    | 昭和30年1月1日 一宮市に編入         | 一宮市 （一部）             | 一宮市 |
| 北方村       | 北方村                     | 北方村                       | 北方村                                | 北方村                        | 昭和30年4月1日 一宮市に編入         | 一宮市 （一部）             | 一宮市 |
| 中島村       | 北方村                     | 北方村                       | 北方村                                | 北方村                        | 昭和30年4月1日 一宮市に編入         | 一宮市 （一部）             | 一宮市 |
| 曽根村       | 黒田村                     | 明治27年12月27日 町制 黒田町 | 明治39年5月10日 境界変更 北方村に編入 | 北方村                        | 昭和30年4月1日 一宮市に編入         | 一宮市 （一部）             | 一宮市 |
| 黒田村       | 黒田村                     | 明治27年12月27日 町制 黒田町 | 明治39年5月10日 合併 黒田町           | 明治43年2月10日 改称 木曽川町 | 木曽川町                            | 平成17年4月1日 一宮市に編入 | 一宮市 |
| 門間村       | 黒田村                     | 明治27年12月27日 町制 黒田町 | 明治39年5月10日 合併 黒田町           | 明治43年2月10日 改称 木曽川町 | 木曽川町                            | 平成17年4月1日 一宮市に編入 | 一宮市 |
| 内割田村     | 黒田村                     | 明治27年12月27日 町制 黒田町 | 明治39年5月10日 合併 黒田町           | 明治43年2月10日 改称 木曽川町 | 木曽川町                            | 平成17年4月1日 一宮市に編入 | 一宮市 |
| 外割田村     | 黒田村                     | 明治27年12月27日 町制 黒田町 | 明治39年5月10日 合併 黒田町           | 明治43年2月10日 改称 木曽川町 | 木曽川町                            | 平成17年4月1日 一宮市に編入 | 一宮市 |
| 三法寺村     | 黒田村                     | 明治27年12月27日 町制 黒田町 | 明治39年5月10日 合併 黒田町           | 明治43年2月10日 改称 木曽川町 | 木曽川町                            | 平成17年4月1日 一宮市に編入 | 一宮市 |
| 里小牧村     | 里小牧村                   | 里小牧村                     | 明治39年5月10日 合併 黒田町           | 明治43年2月10日 改称 木曽川町 | 木曽川町                            | 平成17年4月1日 一宮市に編入 | 一宮市 |
| 玉ノ井村     | 玉ノ井村                   | 玉ノ井村                     | 明治39年5月10日 合併 黒田町           | 明治43年2月10日 改称 木曽川町 | 木曽川町                            | 平成17年4月1日 一宮市に編入 | 一宮市 |

## 行政
歴代の丹羽葉栗郡長は以下の通り。
| 代 | 氏名     | 任命年月日                | 転免年月日               | 転免                     | 備考 |
| -- | -------- | ------------------------- | ------------------------ | ------------------------ | ---- |
| 1  | 岡田孤鹿 | 1878年（明治11年）        | 1879年（明治12年）       | 依願免本官               |      |
| 2  | 松山義根 | 1879年（明治12年）        | 1886年（明治19年）       |                          |      |
| 3  | 戸田仙橘 | 1886年（明治19年）8月25日 | 1891年（明治24年）4月1日 | 丹羽郡長兼葉栗郡長へ転任 |      |

歴代の葉栗郡長は以下の通り。
| 代 | 氏名       | 任命年月日                 | 転免年月日                 | 転免               | 備考           |
| -- | ---------- | -------------------------- | -------------------------- | ------------------ | -------------- |
| 1  | 戸田仙橘   | 1891年（明治24年）4月1日   | 1893年（明治26年）1月25日  | 免兼官             | 丹羽郡長と兼任 |
| 2  | 塩田義雄   | 1893年（明治26年）1月25日  | 1900年（明治33年）9月27日  | 八名郡長へ転任     |                |
| 3  | 宮崎鼎     | 1900年（明治33年）9月27日  | 1908年（明治41年）7月10日  | 依願免本官         |                |
| 4  | 高木良輔   | 1908年（明治41年）7月10日  | 1913年（大正2年）6月16日   | 依願免本官         |                |
| 5  | 上野録二郎 | 1913年（大正2年）6月16日   | 1916年（大正5年）6月14日   | 東春日井郡長へ転任 |                |
| 6  | 堀江貞二   | 1916年（大正5年）6月14日   | 1919年（大正8年）3月31日   | 海部郡長へ転任     |                |
| 7  | 板津森三郎 | 1919年（大正8年）3月31日   | 1921年（大正10年）8月24日  | 海部郡長へ転任     |                |
| 8  | 深野三次   | 1921年（大正10年）8月24日  | 1921年（大正10年）12月19日 | 依願免本官         |                |
| 9  | 犬飼薫     | 1921年（大正10年）12月19日 | 1924年（大正13年）2月27日  | 西加茂郡長へ転任   |                |
| 10 | 本田専次郎 | 1924年（大正13年）2月27日  | 1924年（大正13年）12月17日 | 依願免本官         |                |
| 11 | 大村半一   | 1924年（大正13年）12月17日 | 1926年（大正15年）7月1日   | 廃官               |                |